# Амос Кальдареллі
Амос Кальдареллі (італ. Amos Cardarelli, 6 березня 1930, Монтеротондо — 1 липня 2018, Рим) — італійський футболіст, що грав на позиції захисника. По завершенні ігрової кар'єри — тренер.
Виступав, зокрема, за клуби «Рома» та «Інтернаціонале».

## Ігрова кар'єра
У дорослому футболі дебютував 1949 року виступами за команду клубу «Лудовізі», в якій провів один сезон. 
Своєю грою за цю команду привернув увагу представників тренерського штабу клубу «Рома», до складу якого приєднався 1950 року. Відіграв за «вовків» наступні сім сезонів своєї ігрової кар'єри. Більшість часу, проведеного у складі «Роми», був основним гравцем захисту команди.
Протягом 1957—1958 років захищав кольори команди клубу «Удінезе».
1958 року уклав контракт з клубом «Інтернаціонале», у складі якого провів наступні два роки своєї кар'єри гравця. Граючи у складі «Інтернаціонале» також здебільшого виходив на поле в основному складі команди.
Протягом 1960—1962 років захищав кольори команди клубу «Лекко».
Завершив професійну ігрову кар'єру у клубі «Тевере Рома», за команду якого виступав протягом 1962—1963 років.

## Кар'єра тренера
Розпочав тренерську кар'єру 1970 року, очоливши тренерський штаб клубу «Палестрина».
В подальшому очолював команди клубів «Стефер Рома», «Фрозіноне» та «Альмас Рома».
Останнім місцем тренерської роботи був клуб «Банко ді Рома», головним тренером команди якого Амос Кальдареллі був з 1981 по 1982 рік.